# Hulunpuir
Hulunpuir (egyszerűsített kínai írással: 呼伦贝尔市, pinjin: Hūlúnbèiěr Shì) prefektúra szintű város Kínában, Belső-Mongólia Autonóm Terület tartományban. Lakosainak száma 2 242 875 fő (2020).

## Népesség
| 2010 | 2 549 252 |
| 2020 | 2 242 875 |

## Testvérvárosok
- Csicsihar
- Ulan-Ude